# ثنائيات الفلقة الحقيقية

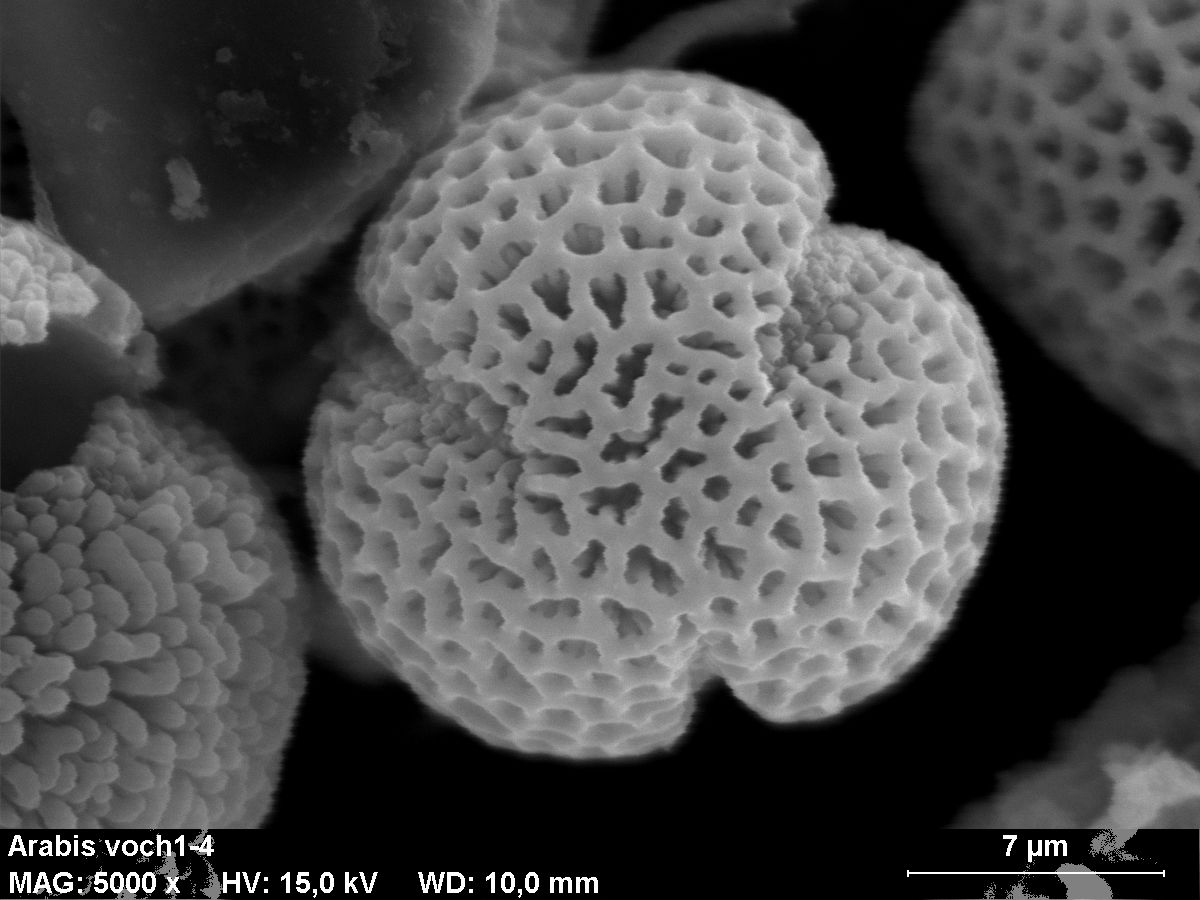
نبات أرابيس (Arabis) الذي يتمتع لقاحه بثلاثة إخراجات.

ثنائيات الفِلْقة الحقيقية أو ذات الفِلْقَتَين الحقيقية (الاسم العلمي: Eudicotyledoneae أو Eudicotidae أو Eudicots)، نباتاتٌ أحادية العرق (فرع حيوي أو مجموعة مرتبطة تطويريًا)، من كاسيات البذور، التي كان مؤلفون سابقون يسمونها: ثنائيات الفِلْقة الحقيقية (tricolpates) أو غير ماغنولية الفِلْقة (non-Magnoliid dicots). وقد قَدَّمَ المصطلحاتِ النباتيةَ سنةَ 1991 عالِمُ تطورِ النباتات جيمس إيه دويل (بالإنجليزية: James A. Doyle)‏ وعالمةُ النباتات القديمة (بالإنجليزية: paleobotanist)‏ كارول هوتون (بالإنجليزية: Carol L. Hotton)‏ لتأكيد التطور والاختلاف اللاحق بين النباتات ثنائية الفِلْقة الحقيقية المعروفة بـ ثنائية الفلقة والنباتات ثنائية الفلقة السابقة الأقل تخصصًا.
ودُرِسَت العَلاقة الوثيقة لحبوب اللَّقاح بين النباتات المزهرة (كاسيات البذور) والنباتات ثنائية الفِلقة الحقيقية في أول الأمر في دراسات تشكُّلية (مورفولوجية) خاصة بالسمات المشتقة المشتركة. ولهذه النباتات سمة تُميِّزها في حبوب اللَّقاح بظهور ثلاثة أخاديد تحاذي المحور القطبي. ثُم أكدت الأدلة الجزيئية لاحقًا الأساسَ الوراثي للعَلاقات التطورية بين كاسيات البذور مع حبوب اللَّقاح ثنائية الفِلقة الحقيقية وسمات النباتات ثنائية الفلقة. إن المصطلح يعني نباتات ثنائية الفلقة الحقيقية حيث إن أغلب النباتات التي تنتمي إليها تُعَدُّ ثنائية الفِلقة وتمتلك أيضًا الصفات للنباتات السالف ذكرها. ثُمَّ اعتُمِدَ لاحقًا المصطلح "(بالإنجليزية: Eudicots)‏" اعتمادًا واسعًا في علم النبات مشيرًا إلى مجموعة كبرى مشتركة الأصل وهي كاسيات البذور (فيها أكثر من 70% من أنواع كاسيات البذور)، والمجموعة الأخرى هي مجموعة أحاديات الفِلقة. أما المتبقي من أنواع كاسيات البذور فأُشير إليها بـكاسيات البذور القاعدية، إلَّا أن هذه المصطلحات لم تَشِع ولم يُعتمد عليها لأنها لا ترمُز إلى مجموعة أحاديات العرق.
والاسم الآخر للنباتات ثنائيات الفِلقة هو تريكولبيت (ثنائيات الفلقة الحقيقية)، وترمُز هذه التسمية إلى بِنية حبوب اللَّقاح التي تأخذ شكل الأخدود. ولِأفراد هذه المجموعة حبوبُ لَقاح ثلاثية أو أشكالٌ مشتقة منها. وفي حبوب اللَّقاح هذه ثلاثة مَسَامَّ أو أكثر داخل الشقوق التي تسمى colpi. أما معظم البذريات (وهي عاريات البذور، أحاديات الفلقة وكاسيات البذور) فتُنتج حبوب لَقاح أحادية، مع مَسَمٍّ واحدٍ في أخدود موجه مختلف يسمى هذا بالتَلَم. يُفضل معظم علماء النباتات مصطلح ثنائية الفلقة الحقيقية "tricolpates"؛ لتفادي الالتباس بينها وبين ذوات الفِلقتين، مجموعة النباتات غير أحادية الفلقة.

## التقاسيم الفرعية
تُقسم مجموعة ثنائيات الفلقة الحقيقية إلى مجموعتين: القاعدية والأساسية. إن مصطلح ثنائيات الفلقة القاعدية هو مصطلح غير رسمي لمجموعة شبه عرقية. أما مجموعة ثنائيات الفلقة الأساسية تشير إلى مجموعة أحادية الفلقة.
اقترحت دراسة أخرى أن مجموعة ثنائيات الفلقة الأساسية تنقسم إلى مجموعتين:
- خماسيات البتلة ثنائيات الفلقة الحقيقية - حيث تجمع كل المجموعة ما عدا جونيرالس -
- جونيريات.[6]

يُمكن تقسيم خماسيات البتلة إلى ثلاثة فروع:
- (i) تتكون مجموعة "superrosid" من وردانيات، كرمية وكاسريات الحجر
- (ii)المجموعة الثانية"superasterid" تتكون من بربريوسيات، صندليات، قرنفليات ونجميانيات
- (iii) ديلينيات

أما داخل المجموعة الأساسية فإن أكبر المجموعات هي الورديات الحقيقة والنجميات الحقيقية.
- ثنائيات الفلقة :
ثنائيات الفلقة الأساسية :
ورديات :
ورديدات I
ورديات II
نجمانية :
نجمانية
نجمانية

بمزيد من التفاصيل، داخل كل فرعٍ بعض المملكات والرتب (أجناس غير مصنفة ولا مذكورة):
- فرع ثنائيات الفلقة
فصيلة بقسيات [+ فصيلة Didymelaceae]
فصيلة سابية
فصيلة Trochodendraceae [+ فصيلة Tetracentraceae]
رتبة حوذانيات
رتبة بروطيات
فرع ثنائيات الفلقة الأساسية
فصيلة Aextoxicaceae
فصيلة بربريوسية
فصيلة ديلينيات
رتبة جونيريات
رتبة قرنفليات
رتبة كاسرات الحجر
رتبة صندليات
فرع ورديات
فصيلة أفلوية
فصيلة Geissolomataceae
فصيلة Ixerbaceae
فصيلة Picramniaceae
فصيلة Strassburgeriaceae
فصيلة كرمية
رتبة متصالبيات
رتبة غرنوقيات
رتبة أسيات
فرع ورديات
فصيلة قديسية [+ فصيلة كراميريا]
فصيلة Huaceae
رتبة حرابيات
رتبة ملبيغيات
رتبة أوكساليدليس
رتبة فوليات
رتبة ورديات
رتبة قرعيات
رتبة بلوطيات
فرع ورديات II
فصيلة علعلانيات
رتبة كرنبيات
رتبة خبازيات
رتبة صابونيات
فرع نجمانية
رتبة قرانيات
رتبة خلنجيات
فرع نجمانية
فصيلة حمحمية
فصيلة إيكاسينية
فصيلة Oncothecaceae
فصيلة Vahliaceae
رتبة غارياليس
رتبة باذنجانيات
رتبة جنطيانيات
رتبة شفويات
فرع نجمانية
فصيلة مشيكية
فصيلة كولوميليات [+ فصيلة Desfontainiaceae]
فصيلة Eremosynaceae
فصيلة إسكلونيات
فصيلة شبه مخفيات
فصيلة Polyosmaceae
فصيلة Sphenostemonacae
فصيلة Tribelaceae
رتبة بهشيات
رتبة خيميات
رتبة ممشقيات
رتبة نجميات